# Eulogia
Il termine eulogia (in greco antico: ευλογία?), che significa "benedizione", ha trovato larga applicazione in ambito ecclesiastico per indicare, spesso con precisa e invariabile formula rituale, una persona benedetta da Dio.

## Storia
Fu usata occasionalmente in antico per significare l'eucaristia, e in questo senso è usata in modo particolarmente frequente negli scritti di san Cirillo di Alessandria. L'origine di un simile uso è indubbiamente da rintracciare nelle parole di San Paolo (1 Corinzi 10,16); to poterion tes eulogias ho eulogoumen.

Ma, in modo più generale l'uso coinvolge oggetti, tra cui il pane o il vino, che erano distribuiti abitualmente dopo la celebrazione di misteri divini. Il pane così benedetto, come riporta Sant'Agostino (De peccat. merit., ii, 26), era abitualmente distribuito ai suoi tempi ai catecumeni, ed egli dava loro il nome di sacramentum, avendo ricevuto la formale benedizione della Chiesa: 
 Per la sopravvivenza di quest'uso nei secoli seguenti, si veda Antidoron, l'uso liturgico del pane. 
La parola eulogia ha avuto un uso speciale in connessione con la vita monastica. Nella regola benedettina ai monaci era vietato ricevere "litteras, eulogias, vel quaelibet munuscula" senza l'autorizzazione dell'abate. Qui la parola può essere stata impiegata nel senso esclusivo di pane benedetto, ma sembra che abbia avuto comunque un significato più esteso, e designare ogni genere di regalia. Vi era l'uso nei monasteri di distribuire nei refettori, dopo la Messa, le eulogiae del pane benedetto durante il rito sacro della Messa.
L'eulogia è anche una tecnica occulta, essa può essere applicata da chi ne conosce il reale significato, tale disciplina può essere insegnata a solo coloro che ne hanno appreso il valore e può essere trasmessa talvolta anche oralmente.

## Nell'Islam
La parola "eulogia" sta anche a indicare nella cultura islamica, scritta e orale, un insieme precisamente indicato di espressioni di massimo rispetto, per Allah, per il Profeta e i suoi vicari/successori (i Califfi), i Compagni di Maometto, i Seguaci del Profeta e per persone la cui eccezionale levatura religiosa e morale nei secoli abbia avuto generali e coerenti riconoscimenti.
Così, per l'unico Dio, i musulmani usano ad esempio scrivere o dire, l'espressione ʿazza wa jalla (Onnipotente ed Eterno); per Maometto l'eulogia è ṣallā Allāhu ʿalayhi wa sallama (Dio lo benedica e lo salvi), per i Compagni e i Califfi l'eulogia dovuta è raḍi Allāhu ʿanhu (Dio sia soddisfatto di lui), per tutti gli altri, comunque degni di essere ricordati con venerazione, l'espressione è ʿalayhi al-salām (Su di lui la pace).
Nelle opere scritte si usa spesso sostituire l'espressione con un carattere apposito, ma sovente gli studiosi arabisti usano sostituire l'eulogia intera con un semplice asterisco, vista la frequenza delle loro ricorrenze.